# Pfakofen
Pfakofen là một đô thị trong huyện Regensburg bang Bayern thuộc nước Đức.